# Burg Pařez

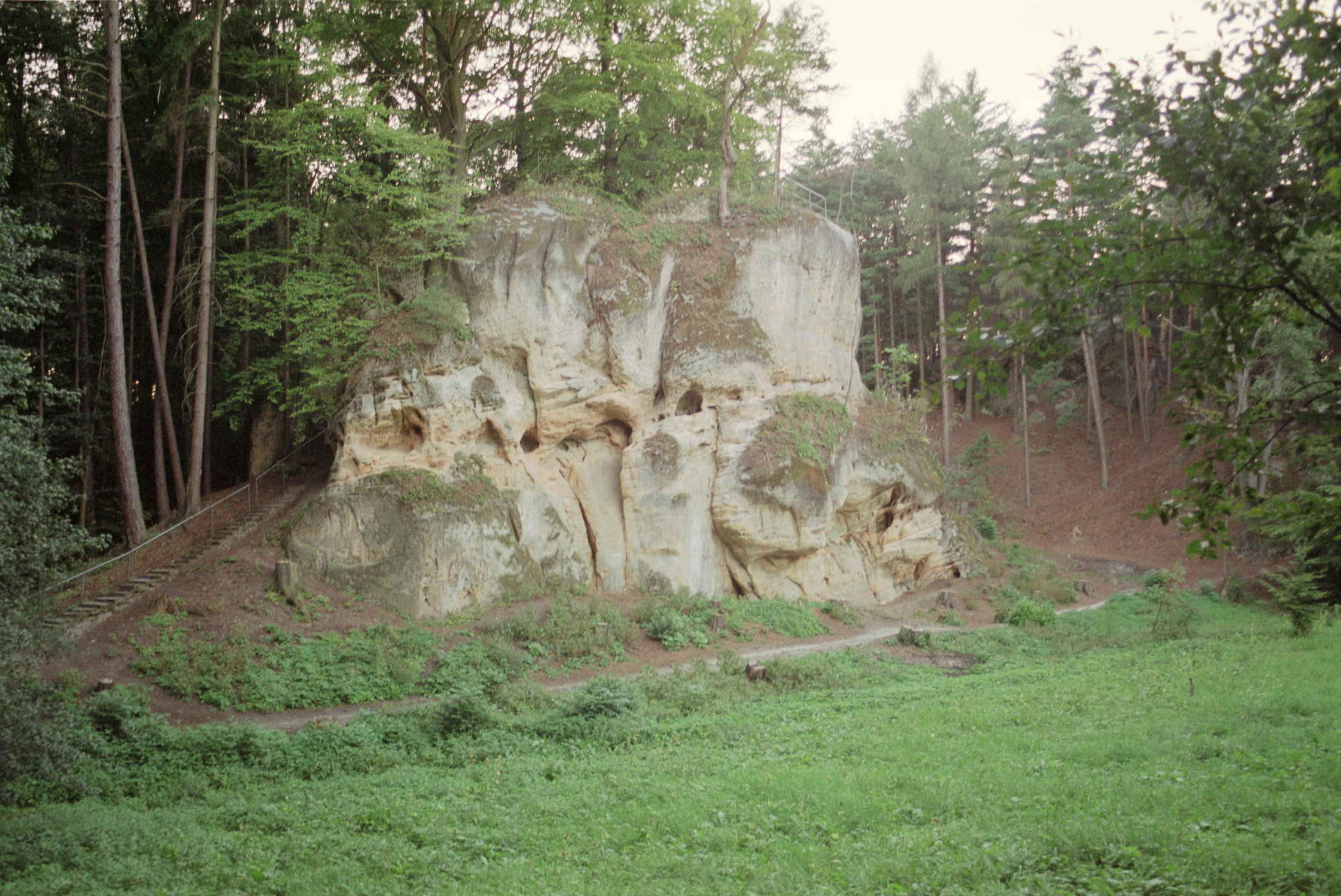
Burg Pařez

Die Burg Pařez, auch Husí nůžka genannt, ist die Ruine einer Felsenburg im Böhmischen Paradies in Tschechien.

## Lage
Die Burg befindet sich in der Region Hradec Králové im Okres Jičín. Sie liegt im Böhmischen Paradies bei der Ortschaft Pařezska Lhota auf  einem Sandsteinfelsen nahe den Prachauer Felsen, ungefähr jeweils 8 km von den Städten Sobotka und Jičín entfernt.

## Geschichte
Die Burg wurde im 14. Jahrhundert gegründet. Als sie von Räubern genutzt wurde, wurde sie zerstört. Später diente sie vermutlich Armen als Unterkunft.

## Beschreibung
Die Burg befindet sich auf einem einzeln stehenden Felsen. Geschützt war sie durch steile Felswände und umliegende Teiche. Erhalten geblieben sind eingemeißelte Felsräume sowie kleinere Reste der Burgmauern und des Turms.

## Besichtigung
Die Burg kann frei besichtigt werden.

## Galerie

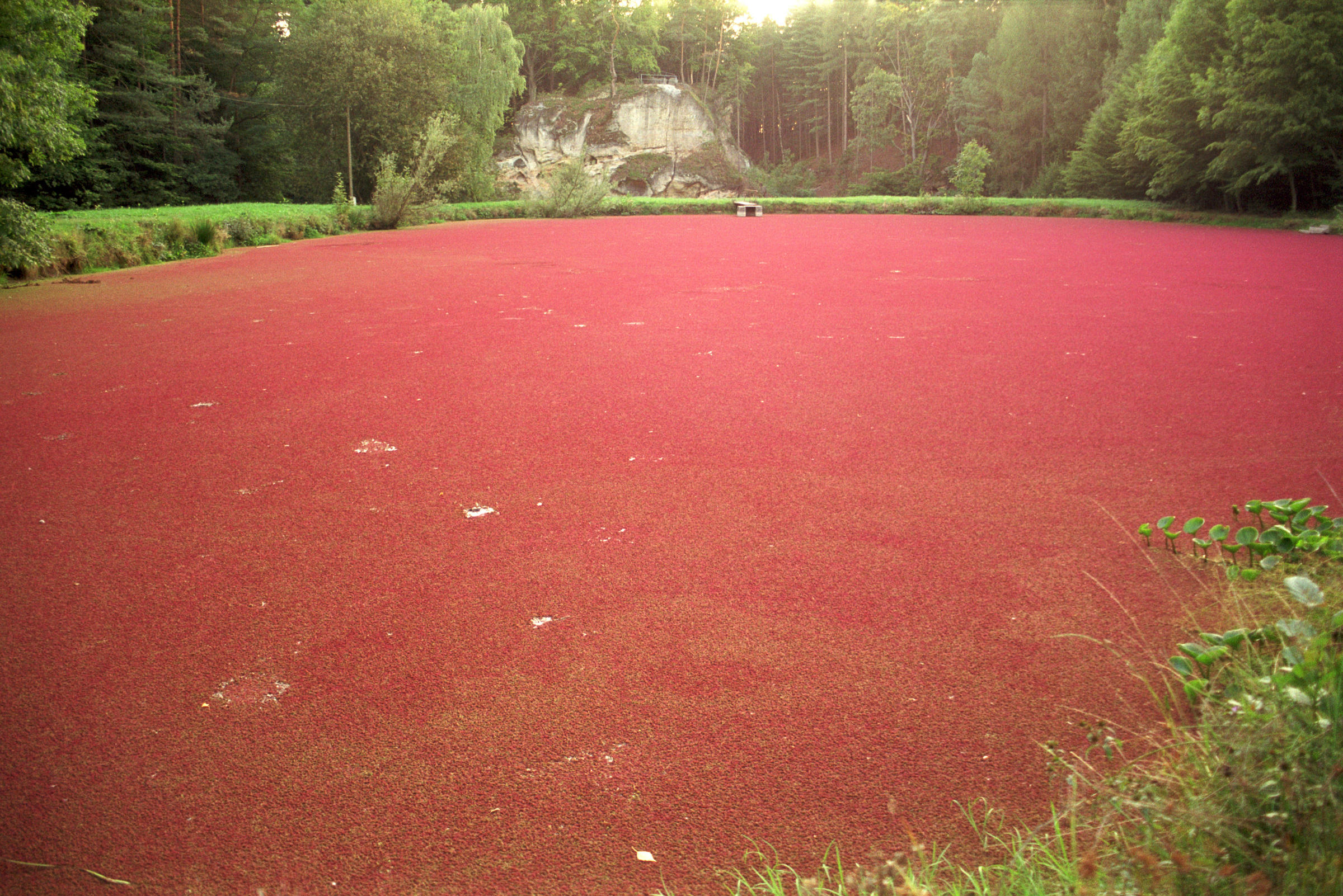
Blick zur Burg über einen nahen Teich
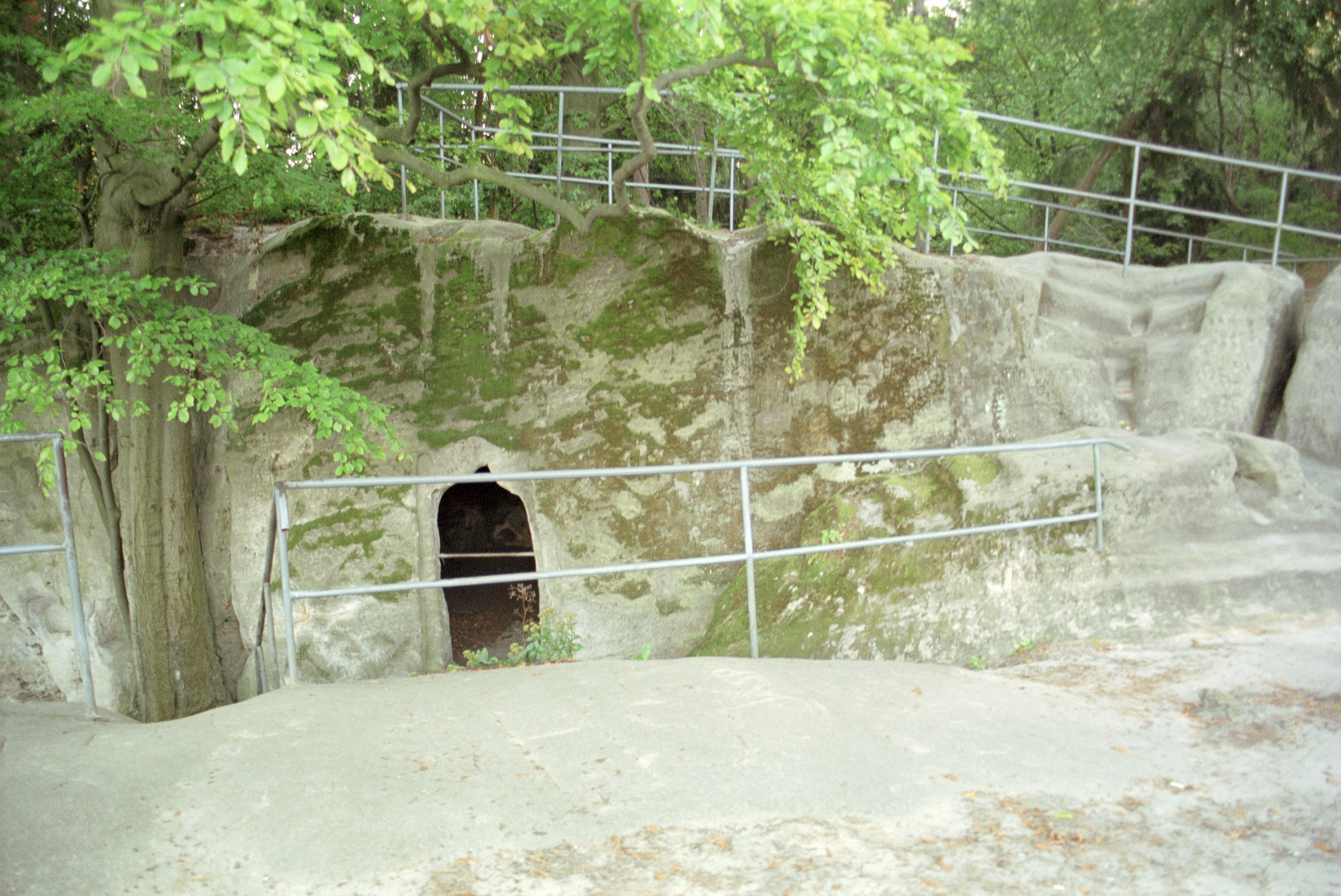
Auf der Burg
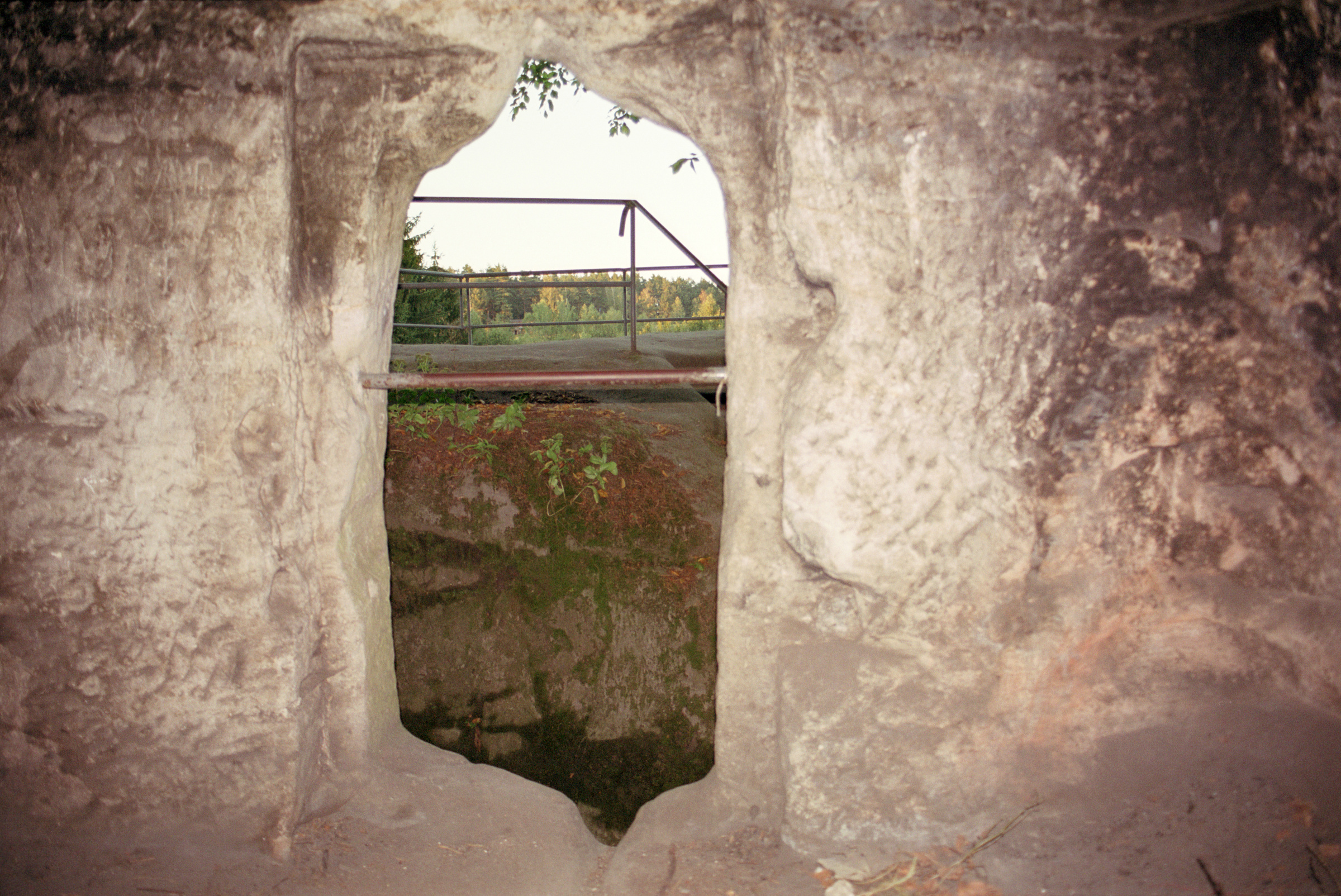
Felsräume
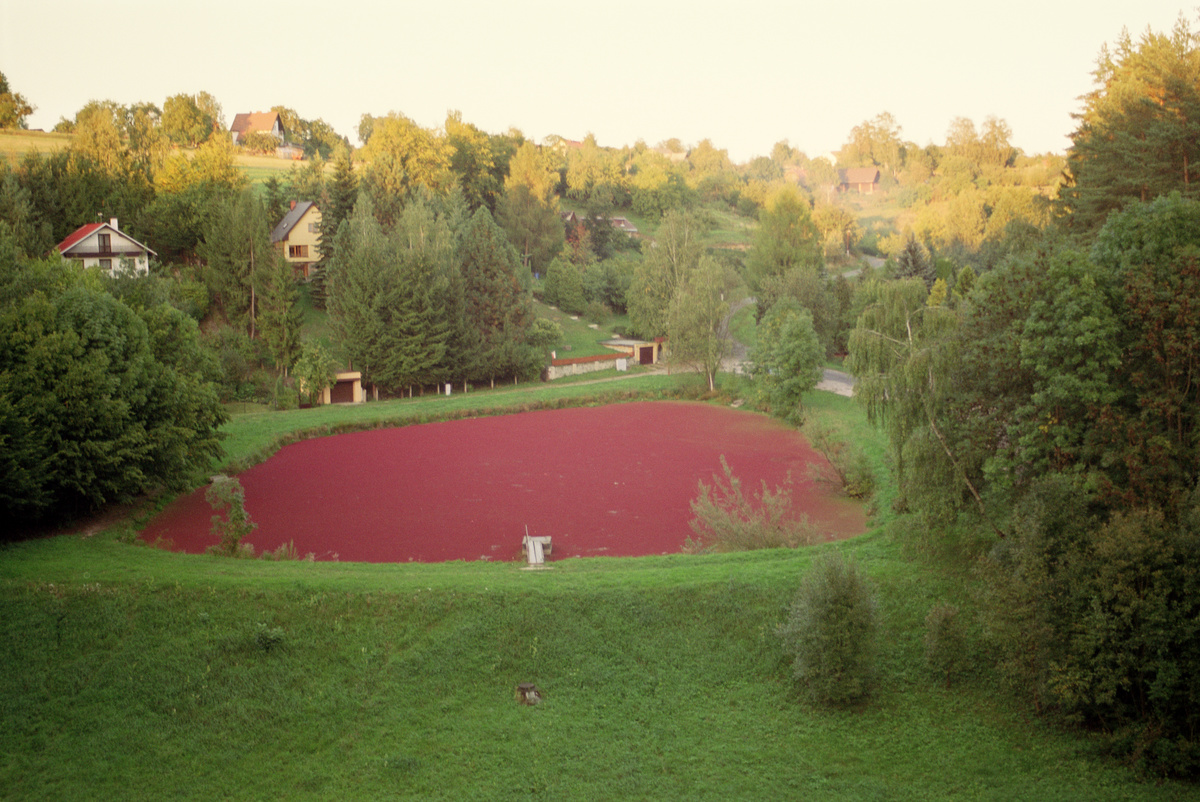
Blick von der Burg, 2004
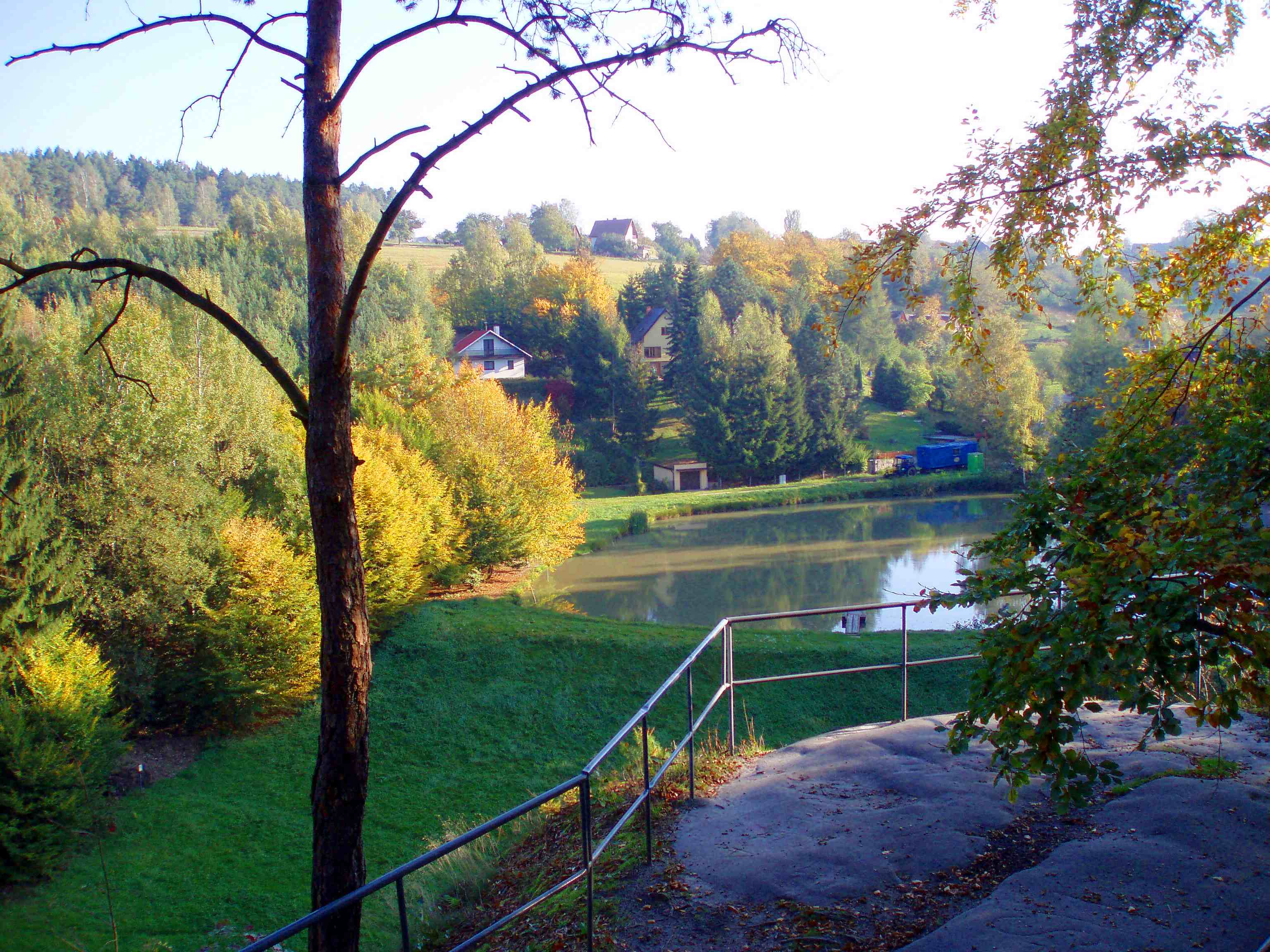
Blick von der Burg, 2006